# Geneva (Indiana)
Geneva és una població dels Estats Units a l'estat d'Indiana. Segons el cens del 2000 tenia 1.368 habitants.

## Demografia
Segons el cens del 2000, Geneva tenia 1.368 habitants, 584 habitatges, i 369 famílies. La densitat de població era de 459,3 habitants/km².
Dels 584 habitatges en un 29,6% hi vivien nens de menys de 18 anys, en un 50,2% hi vivien parelles casades, en un 9,8% dones solteres, i en un 36,8% no eren unitats familiars. En el 30,8% dels habitatges hi vivien persones soles el 15,9% de les quals corresponia a persones de 65 anys o més que vivien soles. El nombre mitjà de persones vivint en cada habitatge era de 2,34 i el nombre mitjà de persones que vivien en cada família era de 2,96.
Per edats la població es repartia de la següent manera: un 24,7% tenia menys de 18 anys, un 10,2% entre 18 i 24, un 26,6% entre 25 i 44, un 23,8% de 45 a 60 i un 14,8% 65 anys o més.
L'edat mediana era de 36 anys. Per cada 100 dones de 18 o més anys hi havia 88,6 homes.
La renda mediana per habitatge era de 33.942$ i la renda mediana per família de 41.645$. Els homes tenien una renda mediana de 31.895$ mentre que les dones 21.552$. La renda per capita de la població era de 16.435$. Entorn del 9,5% de les famílies i l'11,9% de la població estaven per davall del llindar de pobresa.

## Poblacions més properes
El següent diagrama mostra les poblacions més properes.